# Bärbel Schubel
Bärbel Schubel (* 10. Januar 1942 in Duisburg) ist eine deutsche Bibliothekarin.

## Leben
Bärbel Schubel studierte Biologie und Chemie an der Universität Freiburg. Nach ihrem Diplom absolvierte sie ab 1968 an der Universitätsbibliothek Freiburg die Ausbildung für den höheren Bibliotheksdienst und war danach dort als Referentin für Biologie und Chemie sowie für den Aufbau der Fachbereichsbibliotheken zuständig. An der Universitätsbibliothek Freiburg wurde sie 1991 stellvertretende Direktorin und als Nachfolgerin von Wolfgang Kehr von 1994 bis zu ihrer Pensionierung Ende Juni 2008 leitende Direktorin. In ihre Amtszeit fiel die Planung für den Neubau der Universitätsbibliothek.

## Veröffentlichungen (Auswahl)
- als Hrsg.: Das wissenschaftliche Bibliothekswesen zu Beginn der 90er Jahre. Symposium in der Universitätsbibliothek Freiburg im Breisgau, Juli 1991 (= Schriften der Universitätsbibliothek Freiburg im Breisgau. Band 16). Freiburg 1992, ISBN 3-928969-01-5.
- als Hrsg.: Die Universitätsbibliothek Freiburg. Perspektiven in den neunziger Jahren. Wolfgang Kehr zum 63. Geburtstag und zum Beginn des Ruhestandes. Freiburg 1994 (Digitalisat).
- mit Hans-Günter Schirdewahn (Hrsg.): Modelle der universitären Informationsversorgung. Ein Workshop zur Datenbanknutzung in Universitäten. Vorträge und Diskussion des 1. InfoBase-Workshops der Universitätsbibliothek und des Universitätsrechenzentrums, Freiburg im Breisgau am 23. November 1995. Freiburg i. Br. 1995.